# A un passo dalla Luna
A un passo dalla Luna è un singolo del rapper italiano Rocco Hunt e della cantante spagnola Ana Mena, pubblicato il 3 luglio 2020 come secondo estratto dal quinto album in studio di Rocco Hunt Rivoluzione.
Nello stesso anno è uscita anche una versione in spagnolo intitolata A un paso de la Luna (incluso nell'album Bellodrama di Ana Mena). Tale versione ha ricevuto poi un remix in collaborazione con il gruppo musicale messicano Reik, pubblicato il 23 marzo 2021.

## Video musicale
Il video musicale, diretto dagli Astronauts e girato a Ibiza, è stato pubblicato il 16 luglio 2020 attraverso il canale YouTube del rapper. Il brano, nella sua versione in spagnolo, ha guadagnato il premio per il Miglior videoclip ai Premios Odeón 2021.

## Tracce
Testi di Rocco Pagliarulo e Federica Abbate, musiche di Federica Abbate e Stefano Tognini.
Download digitale
1. A un passo dalla Luna – 2:47

Download digitale – versione spagnola
1. A un paso de la Luna – 2:47

Download digitale – remix
1. A un paso de la Luna (Remix) – 3:14

## Classifiche

### Classifiche settimanali
| Classifica (2020-21) | Posizione massima |
| -------------------- | ----------------- |
| Francia              | 11                |
| Italia               | 1                 |
| Spagna               | 4                 |
| Svizzera             | 31                |

### Classifiche di fine anno
| Classifica (2020) | Posizione |
| ----------------- | --------- |
| Italia            | 2         |
| Spagna            | 44        |
| Classifica (2021) | Posizione |
| Francia           | 33        |
| Italia            | 33        |
| Spagna            | 21        |